# Jean Riolan, o Jovem
Jean Riolan, o Jovem (Amiens, 15 de Fevereiro de 1577 — Paris, 19 de Fevereiro de 1657) foi médico, botânico e anatomista francês. Era filho do renomado anatomista francês Jean Riolan, o Velho (1539-1605). Matriculou-se na Universidade de Paris em 1602, licenciando-se em 31 de maio de 1604 e obtendo o doutorado em 1 de julho de 1604. Durante quase toda sua vida foi médico pessoal de Maria de Médici (1575-1642). Era também um personagem muito influente na Faculdade de Medicina de Paris.  Foi um dos principais proponentes dos ensinos de Cláudio Galeno, combatendo com veemência a iatroquímica.
Tinha pontos de vista contrastantes sobre a teoria do sistema circulatório do sangue de William Harvey (1578-1657). Riolan achava que o sangue circulava pelos vasos sanguíneos até as extremidades do corpo e retornava ao coração somente duas ou três vezes por dia. Ele também afirmava que o sangue subia e descia dentro das veias e que era recebido como alimento pelas diferentes partes do corpo. Riolan também não acreditava que o coração movimentava o sangue, e ao invés disso, ele propôs que o sangue mantinha o coração em movimento, de maneira análoga  como a água movimenta a roda do moinho.
Riolan teve outros desentendimentos com Harvey, tal como no papel do fígado como órgão que fabricava o sangue. Era contrário à prática da vivissecção, afirmando que mortes violentas e dolorosas sofridas pelos animais de pesquisa, os colocava numa condição anormal, levando-os a teorias incorretas sobre a funcionalidade de animais saudáveis.
Riolan criticou Thomas Bartholin sobre a questão da descoberta do sistema linfático feita pelo cientista. Suas obras mais conhecidas são Anthropographie (1618), um tratado de anatomia humano, e Opuscula anatomica (1649), onde ele critica as ideias de Harvey sobre o sistema circulatório.
O epônimo "anastomose de Riolan" foi batizado em sua homenagem, tratando-se da conexão mesentérica arterial entre as artérias mesentéricas superior e inferior. As fibras marginais da pálpebra do músculo da globo ocular são conhecidos como "músculo de Riolan". O músculo cremastérico é também um epônimo criado para homenageá-lo.  Em 1626, ele fez uma solicitação para a criação de um Jardim Botânico, em Paris, que foi autorizado por Luís XIII, rei da França. Riolan também foi criticado por Domenico Marchetti (1626-1688), sucessor de Johann Vesling (1598-1649) na Universidade de Pádua e professor de Thomas Bartholin.

## Obras
- Les œuvres anatomiques de M. Jean Riolan,... reveues et augmentées d'une cinquième partie en ceste édition... Le tout rangé, divisé, noté et mis en françois par M. Pierre Constant,... Paris, Denys Moreau, 1628-1629
- Universae medicinae compendia - 1601
- Schola academica, in-8, 1604
- Comparatio veteris medicinae cum noua, Hipocraticae cum Hermetica, dogmatic ... 1605
- Joann. Riolani De monstro nato Lutetiae anno 1605 disputatio philosophicae - 1605
- Gigantomachie pour respondre à la Gigantostologie. s.l., s. n., 1613
- L’imposture descouverte des oc humains supposés, et faussement attribués au roy Theutobocus, Paris, Pierre Ramier, 1614.
- Ars bene merendi — online: capítulos sobre o tratamento dos olhos - 1618
- Anthropographia, Paris, 1626
- Opuscula nova anatomica, judicium novum de venis lacteis tam mesentericis quam theoracicis adversus Th. Batholinum. Lymphatica vasa Bartholini refutata. Animadversiones secundae ad anatomiam reformatam Bartholini. Ejusdem dubia anatomica de lacteis thoracicis resoluta. Hepatis funerati et ressuscitati vindicae. Parisiis : apud Viduam Mathurini du Puis, viâ Iacobæá, sub signo Coronæ Aureæ. 1649, 1653.
- Curieuses recherches sur les escholes en médecine de Paris et de Montpellier, nécessaires d'estres sceuës pour la consevation de la vie, par un ancien docteur en médecine de la faculté de Paris. Paris, G. Meturas, 1651.
- Manuel anatomique et pathologique, ou Abrégé de toute l'anatomie et des usages que l'on en peut tirer pour... la guérison des maladies... Nouvelle édition corrigée & augmentée de la 6e partie, sur les mémoires et livres imprimez de l'autheur. Paris, G. Meturas, 1661.
- Gigantologie. Histoire de la Grandeur des Geants, où il est demostré, que de ... - 1668